# Sinofobia

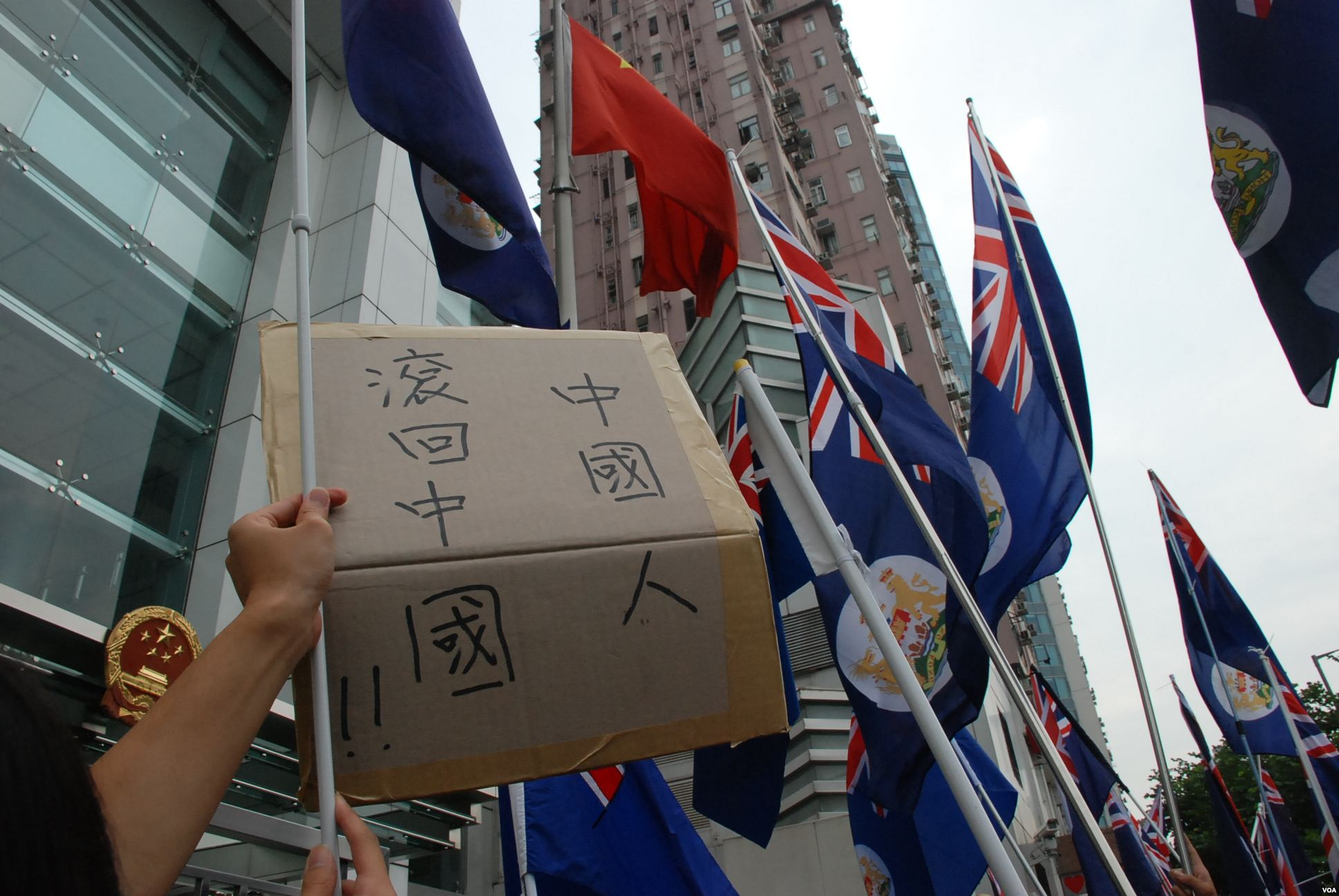

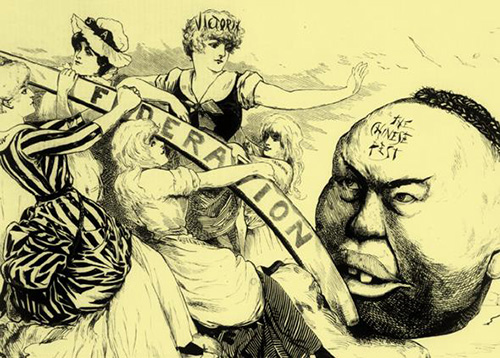
Caricatura representativa del sentimiento antichino (Australia 1886)

La sinofobia o sentimiento antichino es un sentimiento contra China, su gente, la cultura china o la diáspora china en el extranjero.
| País encuestado     | Opiniones positivas | Opiniones negativas | positivas – negativas |
| ------------------- | ------------------- | ------------------- | --------------------- |
| España              | 15%                 | 68%                 | -53                   |
| Estados Unidos      | 22%                 | 70%                 | -48                   |
| India               | 19%                 | 60%                 | -41                   |
| Turquía             | 29%                 | 54%                 | -25                   |
| Francia             | 35%                 | 60%                 | -25                   |
| Indonesia           | 28%                 | 50%                 | -22                   |
| Reino Unido         | 37%                 | 58%                 | -21                   |
| Alemania            | 20%                 | 35%                 | -15                   |
| Canadá              | 37%                 | 51%                 | -14                   |
| Australia           | 46%                 | 47%                 | -1                    |
| Mundo (excl. China) | 41%                 | 42%                 | -1                    |
| Brasil              | 45%                 | 38%                 | 7                     |
| Grecia              | 37%                 | 25%                 | 12                    |
| Perú                | 49%                 | 34%                 | 15                    |
| Rusia               | 44%                 | 23%                 | 21                    |
| México              | 55%                 | 26%                 | 29                    |
| Kenia               | 63%                 | 27%                 | 36                    |
| Pakistán            | 63%                 | 12%                 | 51                    |
| Nigeria             | 83%                 | 9%                  | 74                    |
| China               | 88%                 | 10%                 | 78                    |

| País encuestado | Positivo | Negativo | positivas – negativas |
| --------------- | -------- | -------- | --------------------- |
| República Checa | 25%      | 69%      | -44                   |
| Francia         | 21%      | 63%      | -42                   |
| Luxemburgo      | 24%      | 61%      | -37                   |
| Alemania        | 26%      | 61%      | -35                   |
| Suecia          | 31%      | 64%      | -33                   |
| Italia          | 29%      | 60%      | -31                   |
| España          | 19%      | 59%      | -30                   |
| Países Bajos    | 32%      | 60%      | -28                   |
| Dinamarca       | 32%      | 59%      | -27                   |
| Bélgica         | 34%      | 61%      | -27                   |
| Austria         | 34%      | 57%      | -23                   |
| Finlandia       | 36%      | 55%      | -19                   |
| Malta           | 30%      | 47%      | -17                   |
| Eslovenia       | 41%      | 53%      | -12                   |
| Polonia         | 37%      | 48%      | -11                   |
| Hungría         | 40%      | 50%      | -10                   |
| Portugal        | 36%      | 45%      | -9                    |
| Eslovaquia      | 36%      | 44%      | -8                    |
| Irlanda         | 39%      | 47%      | -8                    |
| Grecia          | 45%      | 49%      | -4                    |
| Reino Unido     | 39%      | 41%      | -2                    |
| Estonia         | 43%      | 35%      | 8                     |
| Lituania        | 49%      | 36%      | 13                    |
| Croacia         | 54%      | 39%      | 15                    |
| Bulgaria        | 47%      | 31%      | 16                    |
| Rumania         | 56%      | 34%      | 22                    |
| Letonia         | 51%      | 29%      | 22                    |
| Chipre          | 58%      | 27%      | 31                    |

A menudo se dirige a las minorías chinas que viven fuera de China e implica la inmigración, el desarrollo de la identidad nacional en los países vecinos, la disparidad de riqueza, el sistema tributario central pasado, las relaciones de mayoría a minoría, los legados imperialistas y el racismo.
El término español «sinofobia» proviene de
- Sínae: ‘China’ en latín tardío; y
- φόβος (phobos o [fóbos]): ‘miedo’ o ‘aversión’ en griego clásico.

Su opuesto es la sinofilia.

## Estadísticas y contexto
En 2013, el Pew Research Center de los Estados Unidos realizó una encuesta sobre sinofobia, encontrando que China fue vista favorablemente en solo la mitad (19 de 38) de las naciones encuestadas, excluyendo a China. Los partidarios más fuertes de Pekín estaban en Asia, Malasia (81 %) y Pakistán (81 %); naciones africanas como Kenia (78 %), Senegal (77 %) y Nigeria (76 %); así como América Latina, particularmente en países que dependen del mercado chino, como Venezuela (71 %), Brasil (65 %) y Chile (62 %). Sin embargo, el sentimiento antichino se ha mantenido permanente en Occidente y otros países asiáticos: solo el 28 % de los alemanes e italianos y el 37 % de los estadounidenses veían a China favorablemente, mientras que en Japón, solo el 5 % de los encuestados tenía una opinión favorable del país. Pero en solo 11 de las 38 naciones encuestadas, China fue vista de manera desfavorable por al menos la mitad de los encuestados. Se encuestó a Japón para tener el sentimiento más antichino, donde el 93 % ve a la República Popular de manera negativa, incluido el 48 % de los japoneses que tienen una visión muy desfavorable de China. También hubo mayorías en Alemania (64 %), Italia (62 %) e Israel (60 %) que tenían opiniones negativas de China. El aumento en el sentimiento anti-China en Alemania fue particularmente sorprendente: del 33 % de desagrado en 2006 al 64 % en la encuesta de 2013, con tales puntos de vista a pesar del éxito de Alemania al exportar a China.
A pesar del atractivo general de China para los jóvenes, la mitad o más de las personas encuestadas en 26 de las 38 naciones sintieron que China actuó unilateralmente en los asuntos internacionales, en particular aumentando las tensiones entre China y otros países vecinos, excluyendo a Rusia, por disputas territoriales. Esta preocupación por el hecho de que Pekín no tuvo en cuenta los intereses de otros países al tomar decisiones de política exterior fue particularmente fuerte en Asia-Pacífico ―en Japón (89 %), Corea del Sur (79 %) y Australia (79 %)― y en Europa ―en España (85 %), Italia (83 %), Francia (83 %) y Gran Bretaña (82 %)―. Aproximadamente la mitad o más de las personas en las siete naciones de Oriente Medio encuestadas también pensaron que China actuó unilateralmente. Esto incluye el 79 % de los israelíes, el 71 % de los jordanos y el 68 % de los turcos. Hubo relativamente menos preocupación por este problema en los Estados Unidos (60 %). Las naciones africanas, en particular las mayorías fuertes en Kenia (77 %), Nigeria (70 %), Sudáfrica (67 %) y Senegal (62 %), creían que Pekín consideraba sus intereses al tomar decisiones de política exterior. Cuando se les preguntó en 2013 si China tenía el respeto que debería tener, el 56 % de los encuestados chinos sintió que China debería haber sido más respetada.

## Historia
Lord Palmerston fue el responsable de desencadenar la primera guerra del Opio (1839-1842) con la China Qing. Consideraba que la cultura china era "incivilizada", y sus opiniones negativas sobre China jugaron un papel importante en su decisión de emitir una declaración de guerra. Tras la derrota de China en la segunda guerra del Opio, Lord Elgin, a su llegada a Pekín en 1860, ordenó el saqueo y la quema del Palacio de Verano imperial de China en venganza.
En los Estados Unidos, la Ley de Exclusión China de 1882 se aprobó en respuesta a la creciente sinofobia y violencia contra los chinos. Prohibió toda inmigración de trabajadores chinos y convirtió a los que ya estaban en el país en personas de segunda clase.
Durante la Guerra Fría, el sentimiento antichino se convirtió en un elemento permanente en los medios de comunicación del mundo occidental y de los países anticomunistas tras el establecimiento de la República Popular China en 1949. Desde la década de 1950 hasta la década de 1980, el sentimiento antichino fue alto. en Corea del Sur como consecuencia de la intervención china contra el ejército surcoreano en la guerra de Corea (1950-1953). Hasta el día de hoy, muchos coreanos creen que China perpetró la división de Corea en dos países.